# Pyton (mitologia)
Pyton (gr. Πύθων Pýtho̱n) – w mitologii greckiej smok lub wąż, dziecko Gai (a więc jedno z jej wcieleń), strzegący wyroczni Temidy w Delfach (strażnik tamtejszego źródła), znany także jako Delfyne. W mitologii greckiej występuje druga postać o imieniu Delfyne (półkobieta-półwąż), tworząca parę hipostaz, z Tyfonem (partenogenetycznym dzieckiem Hery poczętym za sprawą Gai), pierwotnie prawdopodobnie identyczna z pierwszą.
Pytona zabił Apollo i złożył jego zwłoki pod kamieniem zwanym omphalos (gr. ὀμφαλός omfalós; „pępek” = „axis mundi”). Na pamiątkę tego zwycięstwa (w ramach ekspiacji) Apollo ustanowił igrzyska pytyjskie.